# Palaua sandemanii
Palaua sandemanii är en malvaväxtart som först beskrevs av Noel Yvri Sandwith, och fick sitt nu gällande namn av P.A. Fryxell. Palaua sandemanii ingår i släktet Palaua och familjen malvaväxter. Inga underarter finns listade i Catalogue of Life.